# Fuga de cerebros (película de 1998)
Fuga de cerebros es una película argentina de comedia dramática de 1998 coescrita y dirigida por Fernando Musa y protagonizada por Nicolás Cabré, Luis Quiróz, Jimena Anganuzzi y Roberto Carnaghi.

## Sinopsis
Dos adolescentes, Fideo (Nicolás Cabré) y Panta (Luis Quiróz), son jóvenes ladrones que sueñan con concretar un viaje al país de las oportunidades, los Estados Unidos. Aparecerán escollos de distinto tipo, con el peligro como elemento común. Algunos vienen de afuera, como el policía que se ha ensañado con los ilusos protagonistas; otros, desde su propio grupo donde, por la fuerza de las cosas, abundan los caínes. 

## Elenco
- Nicolás Cabré - Fideo
- Luis Quiróz - Panta
- Jimena Anganuzzi - Diana
- Brian Forciniti - Rengo
- Erasmo Olivera - Timy
- Roberto Carnaghi - Comisario
- Enrique Liporace - Sosa
- Federico D'Elía - Sentani
- Nicolás Pauls - Ríos
- Ana María Picchio - Madre de Fideo
- Manuel Callau - Novio de la madre de Fideo
- Diego Topa - Oveja
- Paulina Rachid - Novia de Oveja
- Karina Buseki - Chica de los Sueños
- Alberto Busaid - Coco
- Martín Slipak - Huguito
- Lautaro Perotti - Carlitos
- Nora Sajaroff - Tita
- Horacio Nitalo - Padre de Diana
- Nicolás Jury - Voz de Etiopía
- Diego Alcantara - Bajista de Etiopía
- Luis Burgio - Batetista de Etiopía
- Gustavo Novello - Teclista de Etiopía
- Matías Fitzon - Flaco
- Diego Armellini - Amigo del Flaco
- Leandro Martínez - Amigo del Flaco
- Carlos Lanari - Policía de la Costanera
- Marcial Lascarren - Skater
- Yanina Moreno - Travesti
- Jorge Avesani - Villero 1
- Julio Arrieta - Villero 2
- Cristian Arrieta - Villero 3
- Pedro Coronel - Villero 4
- Sergio Vera - Villero 5
- Martín Peña - Hombre de la Moto
- José Osvaldo Musa - Hombre del Pool
- María Belén Correa